# آماندا باینز
آماندا لورا باینز (به انگلیسی: Amanda Laura Bynes) (زادهٔ ۳ آوریل ۱۹۸۶ در تاوزند اوکس) بازیگر، خواننده و طراح مد آمریکایی است. باینز در کودکی وارد کلاس‌های آموزش بازیگری هالیوود شد و در همان سنین توانست در چند نمایش موزیکال و تبلیغ تلویزیونی ظاهر شود. پس از آن دوره، او در چند کار تلویزیونی موفق ظاهر شده‌است که از جملهٔ آن‌ها می‌توان به تمام این‌ها و نمایش آماندا از شبکه نیکلودین در اواخر دهه ۱۹۹۰ تا اوایل دهه ۲۰۰۰ و مجموعه تلویزیونی این رفتارت را دوست دارم، اثر شبکه تلویزیونی برادران وارنر که در سال ۲۰۰۲ آغاز شد اشاره کرد. او زندگی حرفه‌ای‌اش را با بازی در چند فیلم نوجوانانه مانند چیزی که یک دختر می‌خواهد (۲۰۰۳)، کشتی شکسته عشق (۲۰۰۵)، این دختر همان مرد است (۲۰۰۶)، اسپری‌مو (۲۰۰۷) و ایزی ای (۲۰۱۰) دگرگون کرد. در سال ۲۰۰۷، وی با همکاری فروشگاه زنجیره‌ای استیو اند بری اقدام به ایجاد یک خط مد با نام Dear (عزیز) کرد که در سال ۲۰۰۹ به دلیل ورشکستگی و تعطیلی این فروشگاه، متوقف شد.
او در سال ۲۰۰۶، به انتخاب مجله پیپل به عنوان یکی از ۲۵ نوجوان جذاب زیر ۲۵ سال و در سال ۲۰۰۷، به انتخاب مجله فوربز به عنوان یکی از پنج فرد زیر ۲۱ سال با درآمد ۲٫۵ میلیون دلار شناخته شد. باینس در ژوئن ۲۰۱۰، در صفحه توییتر رسمی‌اش اعلام کرد که خود را بازنشسته کرده‌است و دیگر به بازیگری ادامه نخواهد داد.
او در طول فعالیت حرفه‌ای‌اش چندین بار نامزد و برندهٔ دریافت جوایز مختلف شده‌است، که از جملهٔ آن‌ها می‌توان به دریافت جایزه بهترین بازیگر زن سینمایی برای فیلم چیزی که یک دختر می‌خواهد (۲۰۰۳) در جشنواره برگزیده کودکان نیکلودین، گروه موسیقی سال برای فیلم اسپری‌مو (۲۰۰۷) در جشنواره فیلم هالیوود و بهترین ایفای نقش موزیکال برای فیلم اسپری‌مو (۲۰۰۷) به انتخاب منتقدان اشاره کرد.

## دوران کودکی
باینس در ۳ آوریل ۱۹۸۶، در تاوزند اوکس کالیفرنیا، واقع در ایالات متحده آمریکا زاده شد و بزرگ شد. او دختر لین و ریک باینس، دندان‌پزشک و مجری استندآپ کمدی است. او دو خواهر و برادر بزرگ‌تر از خود، به نام تامی (متولد ۱۹۷۳) که یک کایروپرکتیک است، و جیلیان (متولد ۱۹۸۳) دارد. پدربزرگ و مادربزرگ باینس‌ها اهل تورنتو هستند. پدر آماندا کاتولیک و مادرش یهودی است. آماندا خودش را به عنوان یک یهودی توصیف می‌کند، اما می‌گوید «من هنوز در موردش [=دین] تصمیم نگرفته‌ام و نمی‌دانم دقیقاً به کدام یک ایمان دارم».
باینس از سه سالگی به بازیگری و اجرا علاقه‌مند شد، از زمانی‌که دیالوگ‌های خواهر بزرگ‌ترش، جیلیان را به همراه او در نمایش‌ها اجرا می‌کرد. او در سال ۱۹۹۳، در یک کارگاه کمدی با کمک مربیان مهمان از جمله آرسنیو هال و ریچارد پریور، حرفه بازیگری را آغاز کرد و در سن هفت سالگی، در تبلیغات تلویزیونی آب‌نبات بونچا کرانچ ظاهر شد. بعد از آن، هنگامی که ۹ سال داشت، در کلاس‌های کارخانه خنده در هالیوود شرکت کرد و شیوه اجرای استندآپ کمدی را آموخت. او در طول دوران کودکی‌اش در نمایش‌های موزیکال آنی، باغ مخفی و مرد موسیقی ظاهر شد.

## فعالیت‌ها

### بازیگری
باینس پس از کلاس‌های بازیگری، به‌طور منظم عضو بازیگران مجموعه‌های جوابش را پیدا کن و تمام این‌ها شبکه نیکلودین شد (هر دو در ۱۹۹۶). وی تا سال ۲۰۰۰، که ساخت مجموعه تمام این‌ها متوقف شد، عضو بازیگران این مجموعه بود، با این حال او با ظاهر شدن در نمایش آماندا خودش را به عنوان یک ستاره مطرح کرد. نمایش آماندا یک برنامه کمدی بود که باینس در آن نقش قاضی ترودی، نقشی بر اساس قاضی جودی و پنه‌لوپه تاینت، یک طرفدار وسواسی آماندا را ایفا کرد.
او در سال ۲۰۰۲، در فیلم دروغگوی چاق گنده نقش‌آفرینی کرد. این فیلم در مجموع به فروش ۴۸ میلیون دلاری دست یافت و باینس نیز در بازی مقابل فرانکی میونیز درخشید. او تجربه بازی به عنوان نقش اول را در سال ۲۰۰۳، برای اولین بار در فیلم چیزی که یک دختر می‌خواهد با نقش‌آفرینی کالین فرث، اولیور جیمز و کلی پرستون به‌دست آورد. او در این فیلم نقش دختری را ایفا می‌کند که در جستجوی پدرش (کالین فرث)، به انگلستان مسافرت می‌کند. در تبلیغ اولیه فیلم، باینس به همراه یک علامت صلح نشان داده می‌شد، اما برای جلوگیری از ساخت یک بیانیه سیاسی در طول جنگ عراق این تبلیغ تغییر داده شد. پس از آن او با ایفای نقش در کمدی موقعیت این رفتارت را دوست دارم ساخت کانال تلویزیونی برادران وارنر و صداپیشگی در انیمیشن تار شارلوت ۲: حادثه‌ای بزرگ ویبلر و ربات‌ها درخشید. در مجموعه تلویزیونی این رفتارت را دوست دارم، باینس در نقش دختری ۱۶ ساله، به نام هالی ظاهر شد که بعد از سفر پدرش به ژاپن، برای زندگی به خواهر بزرگ‌ترش می‌پیوندد. او همچنین در یک قسمت از مجموعه تالار وحشت در نقش دنیله وارنر و مجموعه آرلیس در نقش کریستال دوپره بازی کرد. باینس در ژوئیه ۲۰۰۳، به همراه نه نفر دیگر از ستارگان زن جوان هالیوود، از جمله لیندزی لوهان، هیلاری داف، الکسیز بلدل، راون سایمون، ایوان ریچل وود، دوقلوهای اولسن و مندی مور بر روی جلد مجله ونیتی فیر ظاهر شد. با این‌که باینس اغلب با آن‌ها مقایسه می‌شود، ولی خودش در این رابطه گفته‌است: «مثل این بود که تبدیل به یک دختر جذاب در یک مهمانی دبیرستانی‌ها شده‌ام. در زمانی‌که من یک دبیرستانی بودم، صورتم پر از جوش بود و لاغر و قدبلند بودم. هرگز احساس زیبایی نمی‌کردم و پسرها هم از من خوششان نمی‌آمد. به خاطر همین به کمدی روی آوردم.» باینس همچنین گفته‌است دلیل نزدیکی‌اش به مخاطبان نوجوان، از این واقعیت سرچشمه می‌گیرد که نسبت به برخی دیگر بیشتر شبیه به آن‌هاست.
در سال ۲۰۰۶، او در فیلم کمدی این دختر همان مرد است، که بر اساس داستان شب دوازدهم اثر ویلیام شکسپیر ساخته شده بود ایفای نقش کرد. در این فیلم، باینس خودش را به جای برادرش جا می‌زند تا بتواند بعد از منحل شدن تیم فوتبال دختران، به تیم فوتبال پسران بپیوندد. او برای بازی در این نقش مجبور بود ۱۲ ساعت در روز از کلاه‌گیس و بالشتک استفاده کند. تهیه‌کنندگان ابتدا در نظر داشتند برای نقش برادر وی، از جسی مک‌کارتنی خواننده، به خاطر شباهت فیزیکی بین آن‌ها استفاده کنند، اما مک‌کارتنی در دسترس نبود. به همین خاطر جیمز کرک در این فیلم نقش برادر او را ایفا کرد. در زمان انتشار این فیلم، باینس پیرامون این نظر که مایل به شروع به بازی در نقش دختران بالغ است، گفت هنوز در حال توسعه مهارت‌های بازیگری‌اش است و با ایفای هر نقش بهتر می‌شود. باینس همچنین در یک فیلم کمدی رمانتیک دیگر به نام کشتی شکسته عشق ظاهر شد که قبل از این دختر همان مرد است فیلمبرداری شده بود، اما پس از آن منتشر شد. این فیلم در خارج از آمریکا، در سال ۲۰۰۵ و ۲۰۰۶ و در آمریکا، در تاریخ ۲۱ ژانویه ۲۰۰۷ از کانال ای‌بی‌سی خانوادگی پخش شد. او همچنین نقش پنی پینگلتون را در فیلم اسپری‌مو، که فیلمی اقتباسی از تئاتری موزیکال به همین نام بود ایفا کرد. فیلمبرداری این فیلم که در آن برای اولین بار نقشی موزیکال به او سپرده شده بود، در سپتامبر ۲۰۰۶ در تورنتو آغاز شد و در ۲۰ ژوئیه ۲۰۰۷ به نمایش درآمد. وی در این رابطه اعلام کرد که از بودن در کنار یک گروه بزرگ فیلم لذت برده‌است. باینس بعد از آن در یک فیلم کمدی دیگر با نام سیدنی وایت که در ۲۱ سپتامبر ۲۰۰۷، به نمایش درآمد به ایفای نقش پرداخت. او در این فیلم که بر اساس سفیدبرفی و هفت کوتوله ساخته شده بود، نقش یک دانشجو سال اول کالج در سیستم یونانی را به همراه سارا پاکستون و مت لانگ ایفا کرد.
در سال ۲۰۰۸، باینس در فیلمی ساخت شبکه لایف‌تایم، به نام بهترین مثال در نقش دانشجو دستیار هری کونیک جونیور (کسی که داروی هرسپتین را برای سرطان سینه ایجاد کرد) ظاهر شد. در آوریل ۲۰۰۹، به‌طور آزمایشی در کمدی موقعیت کنسرو، ساخت شبکه ای‌بی‌سی ظاهر شد، اما این مجموعه با شکست مواجه شد و شبکه ساخت آن را متوقف کرد. باینس همچنین در سال ۲۰۰۹، در ابتدا به عنوان نقش اول زن فیلمی به نام پست گرید ظاهر شد، اما بعداً الکسیز بلدل جایگزین او شد.
در سال ۲۰۰۹، باینس به نقش پنی پینگلتون، در فیلم اسپری‌مو بازگشت. با این وجود ساخت فیلم اسپری‌مو ۲ لغو شد.
در ژوئن ۲۰۱۰، باینس اظهار داشت که قصد کناره‌گیری از دنیای بازیگری را دارد، و در صفحه توئیتر خود اعلام کرد: «من دیگر به بازیگری علاقه‌ای ندارم، بنابراین دیگر به بازیگری ادامه نمی‌دهم.»

### مد
در سال ۲۰۰۷، باینس یک قرارداد پنج ساله با فروشگاه زنجیره‌ای استیو اند بری برای ایجاد خط مد خود به نام Dear (عزیز) امضاء کرد، که شامل پوشاک و لوازم جانبی می‌شد. این خط در ۱۶ اوت ۲۰۰۷ راه‌اندازی شد، اما در ژانویه ۲۰۰۹، به دلیل ورشکستگی و تعطیلی فروشگاه زنجیره‌ای استیو اند بری به‌طور کامل متوقف گردید.

## زندگی شخصی
باینس هنگامی که مشغول فعالیت در نمایش آماندا بود، به یک مدرسه خصوصی می‌رفت که کلاس‌اش یک هفته در ماه تشکیل می‌شد. او به مدت کوتاهی به یک آپارتمان در هالیوود، کالیفرنیا نقل مکان کرد، اما پس از آن دوباره به منزل خانوادگی‌اش در تاوزند اوکس بازگشت. دوستان او بعد از دو بار قرار گرفتن‌اش در لیست ۱۰۰ فرد مشهور مجله فوربز، به او لقب ۹۹ داده‌اند که به رتبه او در این لیست در سال ۲۰۰۵ اشاره دارد. در همان سال، مجله پیپل باینس را به همراه هیلاری داف، بیانسه، کری آندروود، کلی کلارکسون و لیندزی لوهان به عنوان یکی از ۲۵ نوجوان جذاب زیر ۲۵ سال انتخاب کرد. پس از آن در سال ۲۰۰۷، مجله فوربس وی را به عنوان یکی از پنج فرد زیر ۲۱ سال با درآمد ۲٫۵ میلیون دلار معرفی کرد. او همچنان دوستی صمیمانه‌ای با ستاره هم‌کارش، فرانکی میونیز در فیلم دروغگوی چاق گنده دارد. از دیگر کسانی که باینس با آن‌ها رابطه دوستانه داشته می‌توان به تاران کیلام (۲۰۰۲–۲۰۰۱)، نیک زانو (۲۰۰۴–۲۰۰۳) و دوگ رینهارت (دسامبر ۲۰۰۸ – ژانویه ۲۰۰۹) اشاره کرد. او در سال ۲۰۱۰، پیرامون گزارش‌هایی در مورد ورود یک خواننده رپ کانادایی به زندگی‌اش در صفحه توییتر خود نوشت: «من هیچ وقت دریک را ملاقات نکرده‌ام! ما یک دوست مشترک داریم اما هرگز همدیگر را ندیده‌ایم. بیشتر مردم فکر می‌کنند که ما با هم در ارتباط هستیم، اما این‌طور نیست!».

در سال ۲۰۰۷، وی علیه تفکر تبدیل شدنش به یک یاغی هالیوود گفت: 
من فکر می‌کنم همان‌گونه بیرون می‌روم که قبلاً می‌رفته‌ام. من به رقص و چیزهایی مثل این علاقه دارم، اما مشروب برای شما در تمام اوقات خوب نیست. این برای وجهه شما خوب نیست، بلکه باعث می‌شود احساس وحشتناکی داشته باشید. برای همین، مشروب، هرگز.

او در تابستان ۲۰۰۷، در مصاحبه با بازدید هالیوود گفت: 
من بودن در کنار خانواده و دوستانم را دوست دارم، و نیازی به خارج بودن از این جمع ندارم.
وی در فوریه ۲۰۱۰، روی جلد مجله ماکسیم ظاهر شد. او در این باره گفت: «هر تصویری که از من گرفته شد ... سکسی بود» و گفت به وی تصویر بهتری از اینکه «چه کسی هستم» داده‌است. باینس در آوریل ۲۰۱۱، پیرامون از دست دادن سگ پومرنیان خود در صفحه توییتر خود نوشت: «روز غمگینی است... فرشته کوچک هم‌اکنون در بهشت است. در آرامش بخواب، دوستت دارم.»

## فیلم‌شناسی

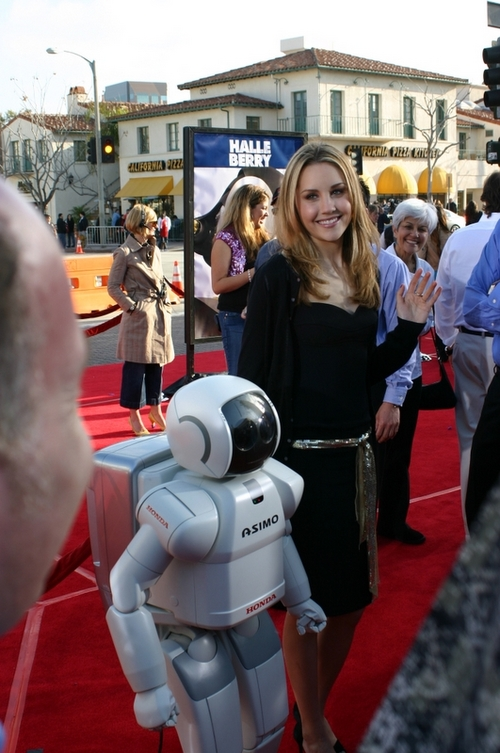
آماندا باینس با آسیمو روی فرش قرمز در اولین نمایش فیلم ربات‌ها در ۱ مارس ۲۰۰۵.

### فیلم سینمایی
| سال  | فیلم                             | نقش                         | توضیحات                 |
| ---- | -------------------------------- | --------------------------- | ----------------------- |
| ۲۰۰۲ | دروغگوی چاق گنده                 | کایلی                       | اولین فیلم بلند         |
| ۲۰۰۳ | تار شارلوت ۲: حادثه‌ای بزرگ ویبلر | نلی                         | صداپیشه                 |
| ۲۰۰۳ | چیزی که یک دختر می‌خواهد          | دافنه رینولدز               |                         |
| ۲۰۰۵ | ربات‌ها                           | پایپر پینویلر               | صداپیشه                 |
| ۲۰۰۵ | کشتی شکسته عشق                   | جنی تایلور                  | با نام دیگر جزیره وسوسه |
| ۲۰۰۶ | این دختر همان مرد است            | ویولا هستینگز/سباستین قلابی |                         |
| ۲۰۰۷ | اسپری‌مو                          | پنی پینگلتون                |                         |
| ۲۰۰۷ | سیدنی وایت                       | سیدنی وایت                  |                         |
| ۲۰۰۸ | بهترین مثال                      | جمی                         |                         |
| ۲۰۱۰ | مثل آب خوردن                     | مارینا برایانت              |                         |

### تلویزیون
| سال       | نام فیلم                | نقش                                 | توضیحات                                                                             |
| --------- | ----------------------- | ----------------------------------- | ----------------------------------------------------------------------------------- |
| ۲۰۰۰–۱۹۹۶ | تمام این‌ها              | واریوس                              | فصل ۶–۳                                                                             |
| ۱۹۹۹–۱۹۹۷ | جوابش را پیدا کن        | پنه‌لیست                             | ایفای نقش دوره‌ای، ۵۲ قسمت                                                           |
| ۱۹۹۸      | سرنخ‌های آبی             | در نقش خودش                         |                                                                                     |
| ۱۹۹۹      | آرلیس                   | کریستال دوپره                       | "گذشته ما، حال ما، آینده ماً (فصل ۴، قسمت ۲)                                         |
| ۲۰۰۲–۱۹۹۹ | نمایش آماندا            | میزبان/شخصیت‌های مختلف/پنه‌لوپه تاینت | نقش اصلی                                                                            |
| ۲۰۰۱      | نمایش درو کری           | نوازنده طرح اولیه                   | "درو کری به ساعت کمدی مدرسه راک اند رول باز می‌گردد: قسمت ۱ و ۲" (فصل ۷، قسمت ۱ و ۲) |
| ۲۰۰۱      | تالار وحشت              | دنیله وارنر                         | "فراموشم نکن" (فصل ۱، قسمت ۱)                                                       |
| ۲۰۰۲–۲۰۰۱ | راگرتز                  | تافی                                | صداپیشگی برای دوره محدود، فصل ۹، ۶ قسمت                                             |
| ۲۰۰۶–۲۰۰۲ | این رفتارت را دوست دارم | هالی تیلور                          | نقش اصلی                                                                            |
| ۲۰۰۸      | مرد خانواده             | آنا                                 | "لانگ جان پیتر" (فصل ۶، قسمت ۱۲)                                                    |
| ۲۰۰۹      | کنسرو                   | سارابث                              | نقش آزمایشی                                                                         |

## آلبوم‌ها
موسیقی فیلم
- ۲۰۰۷ - اسپری‌مو: موسیقی متن فیلم[۶۷]

تک آهنگ یا آهنگ‌ها
- ۲۰۰۷ - «بدون عشق» (اسپری‌مو)[۶۸]
- ۲۰۰۷ - «تو نمی‌توانی ضربه را متوقف کنی» (اسپری‌مو)[۶۸]

## جوایز
| سال  | نتیجه | جایزه                         | توضیحات |
| ---- | ----- | ----------------------------- | --- |
| ۲۰۰۰ | برنده | جایزه برگزیده کودکان نیکلودین | جایزه بلیمپ برای بهترین بازیگر زن تلویزیونی برای: تمام این‌ها (۱۹۹۴) و نمایش آماندا (۱۹۹۹)                                           |
| ۲۰۰۰ | نامزد | جایزه هنرمند جوان             | بهترین عملکرد در سریال‌های کمدی تلویزیونی - بازیگر زن جوان اصلی برای: نمایش آماندا (۱۹۹۹)                                            |
| ۲۰۰۰ | نامزد | جایزه ستاره جوان              | بهترین بازیگر زن/بهترین عملکرد در سریال‌های کمدی تلویزیونی برای: نمایش آماندا (۱۹۹۹)                                                 |
| ۲۰۰۱ | برنده | جایزه برگزیده کودکان نیکلودین | جایزه بلیمپ برای بهترین بازیگر زن تلویزیونی برای: نمایش آماندا (۱۹۹۹)                                                               |
| ۲۰۰۱ | نامزد | جایزه هنرمند جوان             | بهترین عملکرد در سریال‌های کمدی تلویزیونی - بازیگر زن جوان اصلی برای: نمایش آماندا (۱۹۹۹)                                            |
| ۲۰۰۲ | برنده | جایزه برگزیده کودکان نیکلودین | جایزه بلیمپ برای بهترین بازیگر زن تلویزیونی برای: نمایش آماندا (۱۹۹۹)                                                               |
| ۲۰۰۲ | نامزد | جایزه برگزیده نوجوان          | برای: دروغگوی چاق گنده (۲۰۰۲) |
| ۲۰۰۳ | برنده | جایزه برگزیده کودکان نیکلودین | جایزه بلیمپ برای بهترین بازیگر زن سینمایی برای: دروغگوی چاق گنده (۲۰۰۲) همچنین بهترین بازیگر زن تلویزیونی برای: نمایش آماندا (۱۹۹۹) |
| ۲۰۰۳ | نامزد | جایزه هنرمند جوان             | بهترین عملکرد در فیلم داستانی - بازیگر زن جوان اصلی برای: دروغگوی چاق گنده (۲۰۰۲)                                                   |
| ۲۰۰۳ | نامزد | جایزه برگزیده نوجوان          | برگزیده بازیگر زن کمدی تلویزیونی برای: این رفتارت را دوست دارم (۲۰۰۲)                                                               |
| ۲۰۰۴ | برنده | جایزه برگزیده کودکان نیکلودین | جایزه بلیمپ برای بهترین بازیگر زن سینمایی برای: چیزی که یک دختر می‌خواهد (۲۰۰۳)                                                      |
| ۲۰۰۴ | نامزد | جایزه برگزیده نوجوان          | برگزیده بازیگر زن کمدی تلویزیونی برای: این رفتارت را دوست دارم (۲۰۰۲)                                                               |
| ۲۰۰۴ | نامزد | جایزه هنرمند جوان             | بهترین عملکرد در مجموعه تلویزیونی - بازیگر زن جوان اصلی برای: این رفتارت را دوست دارم (۲۰۰۲)                                        |
| ۲۰۰۵ | نامزد | جایزه برگزیده نوجوان          | برگزیده بازیگر زن تلویزیونی: کمدی برای: این رفتارت را دوست دارم (۲۰۰۲)                                                              |
| ۲۰۰۶ | نامزد | جایزه برگزیده نوجوان          | برگزیده Liplock برای: این دختر همان مرد است (۲۰۰۶)                                                                                  |
| ۲۰۰۷ | برنده | جشنواره فیلم هالیوود          | گروه موسیقی سال برای: اسپری‌مو (۲۰۰۷)                                                                                                |
| ۲۰۰۸ | نامزد | جایزه انجمن بازیگران نمایش    | بهترین عملکرد برای یک بازیگر در فیلم برای: اسپری‌مو (۲۰۰۷)                                                                           |
| ۲۰۱۱ | نامزد | جوایز سینمایی ام‌تی‌وی          | بهترین طرح از یک فیلم برای: ایزی ای (۲۰۱۱)                                                                                          |